# 女同性戀

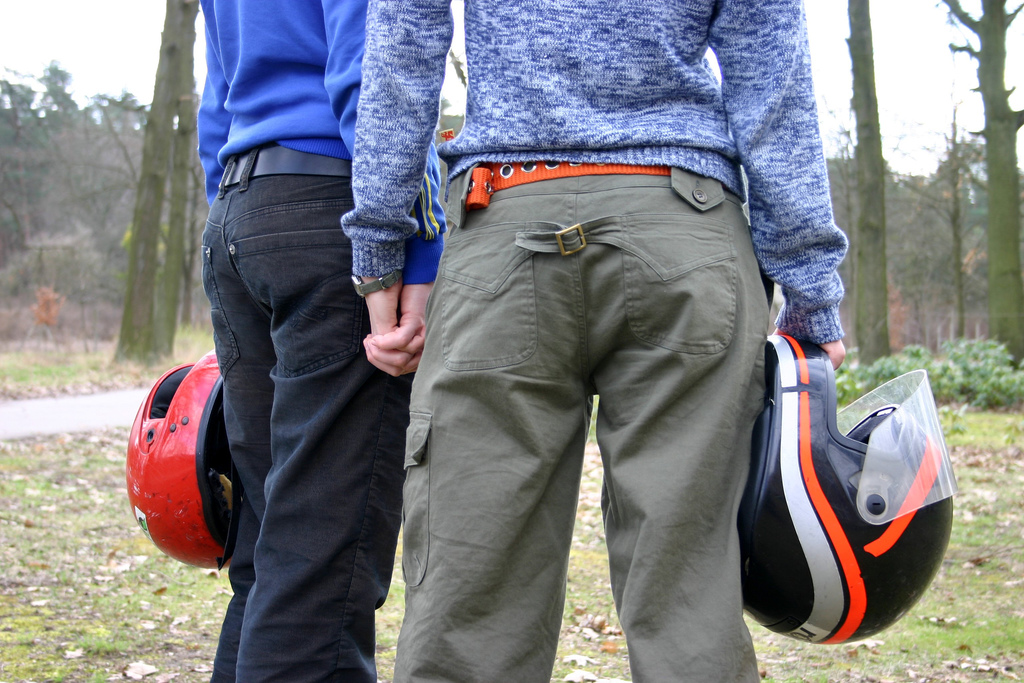
「蕾絲邊」一詞可指女性間的欲望、行為活動或女性身分。

女同性恋旗帜

2018年新版女同性恋旗帜

女同性戀者（英語：Lesbian）是一种女性向者，一般指长期稳定的对同性产生性幻想并希望与其建立親密關係的女性，同时排斥与男性交往或以此性傾向作為主要自我認同的行為或現象的女性。女同性戀者們常以「蕾絲碧妍」相稱，蕾絲碧妍可作為名詞，意指自認或被他人認定擁有女同性戀特質的女性，亦可作為形容詞，表示與女同性欲望相關事物的特性。

## 術語的源起與演變

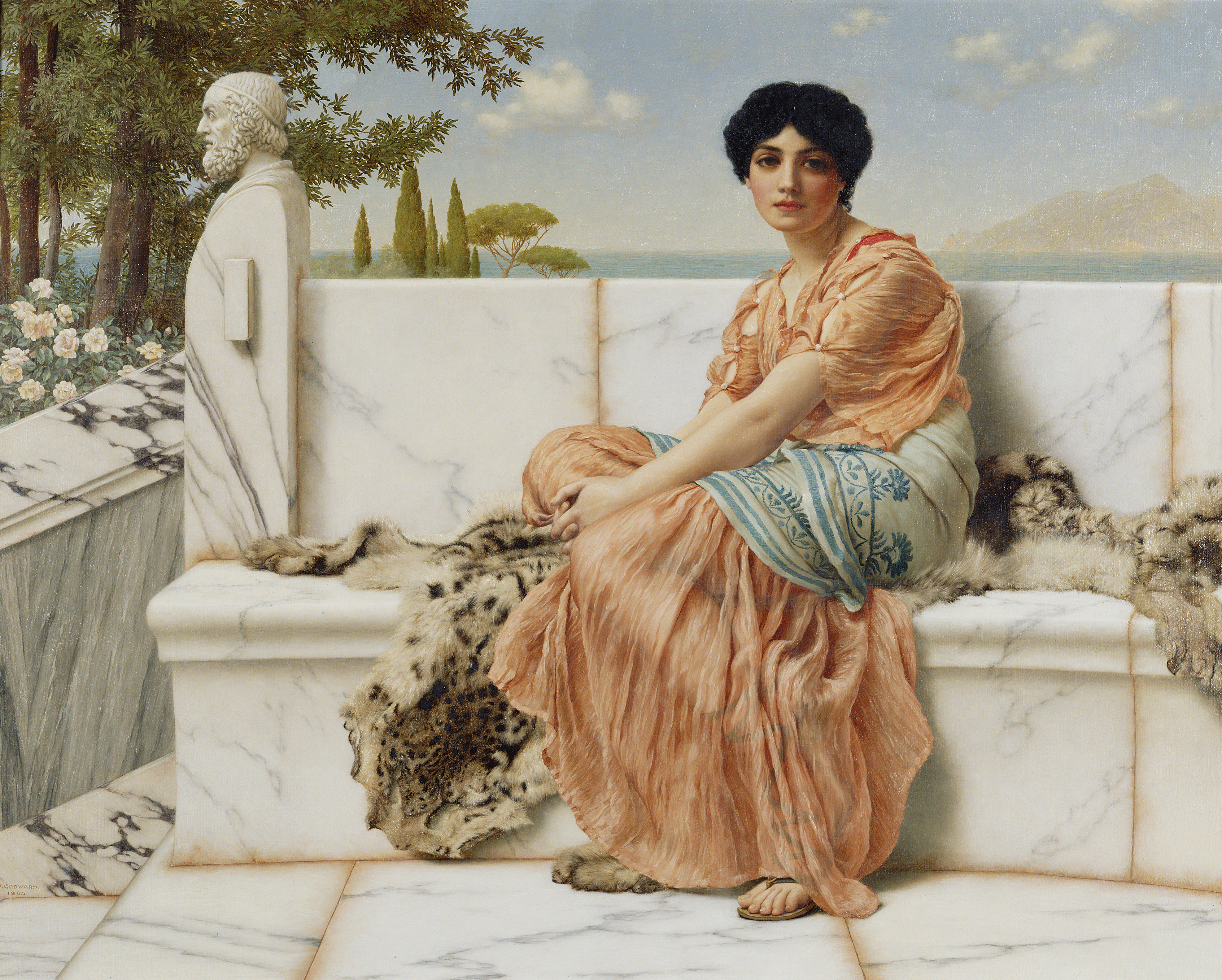
蕾絲博絲島的莎孚 (Sappho)，這是約翰·威廉·高多德1904年的畫作。
莎孚賦予了「蕾絲邊」一詞代指「女性間的情欲關係」的意思。

「蕾絲邊」一詞源自公元前六世紀女詩人莎孚(Sappho)的故鄉——古希臘的蕾絲博絲島，「蕾絲邊」直譯即為「蕾絲博絲島的」或「蕾絲博絲島民」。透過各式古代文獻，歷史學家推測莎孚曾在島上指導、薰陶一群年輕女子。莎孚所遺留下的作品不多，但多與女性的日常生活、感情關係及習慣等有關，尤其關注於女子的美貌，並明表她對女性的愛意。在十九世紀晚期之前，「蕾絲邊」一詞被用指所有與蕾絲博絲島相關的事物，例如「蕾絲邊酒」意為「蕾絲博絲島的酒」。。
到了1890年，醫學辭典開始使用該詞語，以「蕾絲邊之愛」等字詞形容女陰摩擦：兩個女性間透過類似性交而達到性快感。據1870年文件記載，「蕾絲邊」亦被用來描述女性間的情欲關係。約至二十世紀時，開始出現了「莎孚主義」等可互通的詞語。。

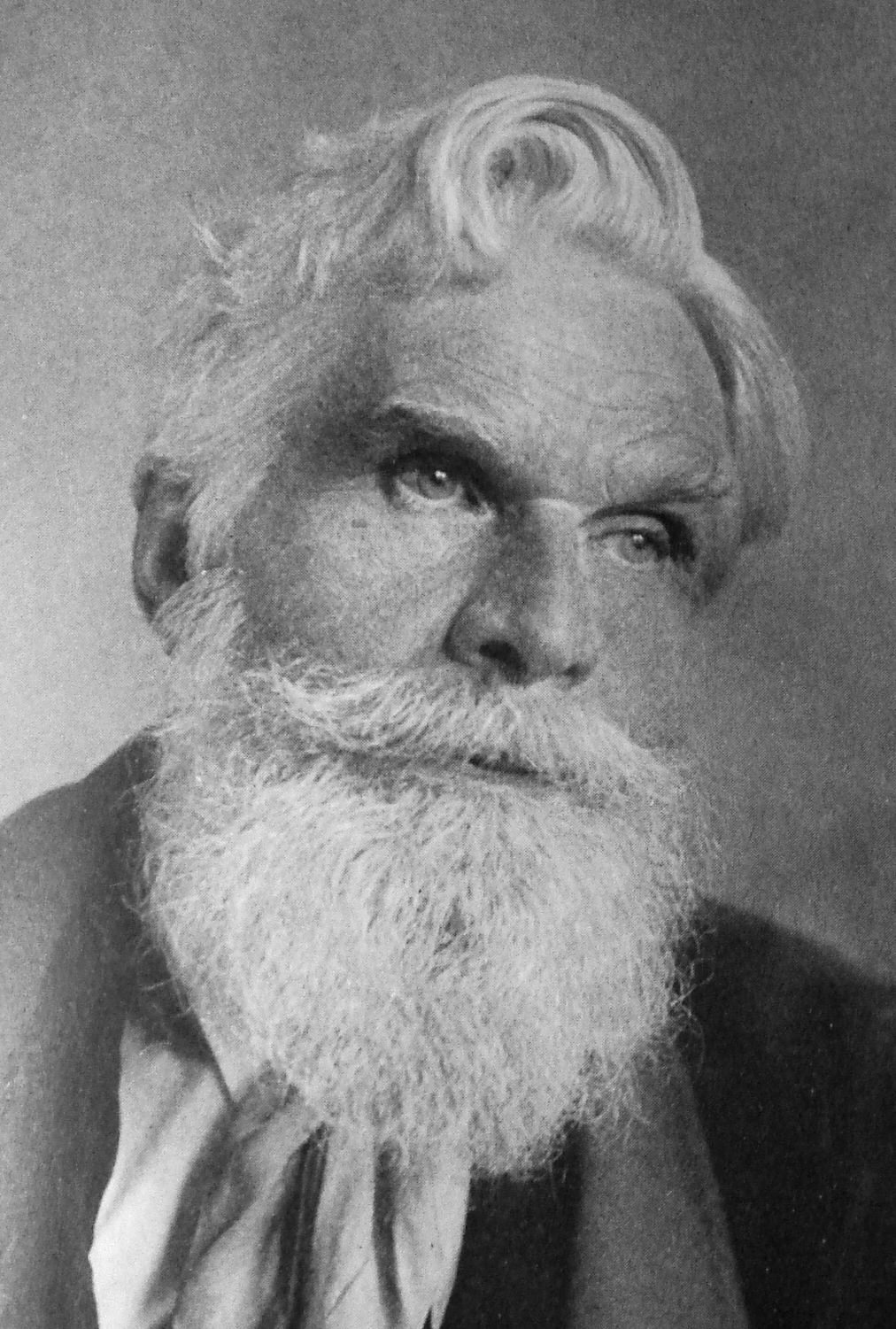
女同性戀次文化日益蓬勃，因而促使哈維洛克·艾利斯等性學家以醫學問題的方式著手於分類女同性戀關係。

隨著醫學知識的蓬勃發展，術語的意義也有了更進一步的轉變。十九世紀中期，醫學作家開始嘗試建立辨別女同性戀（其當時在多數西方社會係屬重大社會問題）的方法。德國性學家馬格努斯·赫希菲爾德示明了所謂性慾倒錯所歸納的行為，學者設下了男女之間正常性相關行為的標準，這甚至到了將男女轉變為「完美男性」及「完美女性」的程度。

## 中文中的稱呼
古時，女同性戀稱為「石磨」 ，「磨鏡」。「磨鏡」，即磨治銅鏡。古用銅鏡，須常磨光方能照影。而把女同性戀性行為叫作「磨豆腐」 或「磨鏡」(tribadism)的意思就是，女女性行为的雙方相互以廝磨或撫摩對方身體得到一定的性滿足，由於雙方有同樣的身體結構，似乎在中間放置了一面鏡子而在廝磨，故稱「磨鏡」。漢代亦稱為「對食」。
因為女同性戀事件多發生在皇室後宮、道觀、閨閣等外界不易窺探之處，且中國古代女性社會地位低下，故男性主導的歷史觀大多迴避女同性戀記述，知者不多。
現代的中文則多使用引自歐洲的女同性戀者的稱呼（主要是英文），也有當地社區自己創造或者歷史上沿用的隱諱語。

### 中國大陸
在中國大陸，女同性戀常被稱為百合又或称为“蕾丝边”(英語直譯)或「拉拉」，主要是從台灣「拉子」影響而來。

### 台灣
在台灣，英文單詞「Lesbian」的中文翻譯以「拉子」或「女同志」最為常見（也翻譯做「蕾絲邊」）。「拉子」的最早使用與發明是在女同性戀作家邱妙津的《鱷魚手記》一書中，後來普遍成為女同性戀社群內部用來指稱自己的術語之一。
此外，也有根據外在性別特質，對女同性戀者有不同的稱呼：把以“帥氣、陽剛”為表現或理想的一方稱為「頂」、「替」或「T」（來源於英文單詞Tomboy，即“假小子”，但是並非此英文單詞的本意）；而打扮和行為較秀氣的、以“貌美如花”為表現或理想的一方稱「底」、「P」、「婆」或者「批」（來源於英文單詞PrettyGirl，即“漂亮女孩”）;此外在近代 「T」也有被另外在分成不一樣的稱呼，分為「娘T」和「鐵T」，通常鐵T會比娘T更為陽剛，且部分伴侶也以「男朋友」的方式稱呼（每個人情況不同）。鐵T的自尊心會比較強，不想比男生弱，鐵T也不常在有人的地方流淚，鐵T也不喜歡自己的女性特徵太過明顯，在性愛方面也通常是由鐵T擔任攻，另外，大多數鐵T也不太喜歡和伴侶坦承相見，鐵T就很類似性別轉換者，兩者的個性差異非常大，但有些女同性戀者是屬於中間的半鐵半娘型T，娘T則與以上相反。
台語中「石磨仔」為女同性戀者的稱呼，性行為的描述為「挨石磨仔」、「鏡磨鏡」，顯示台灣早在古代即有女同性戀者的存在，但諸如此類的台語舊有用法因歷史上中華民國對台語長期打壓的緣故，使得新世代的台灣人對台語難以掌握，此用法較為年長者所知，隨著台語的通用語事實因政治原因被華語所取代後，對女同性戀者的常見稱呼也因此而改變。

### 香港
在香港，女同性戀一般被稱為「Les」，是英文「Lesbian」的簡稱。以前有人以「磨豆腐」形容女同性性行為：「豆腐婆」（含貶義）形容女同性戀者。
此外，人們以「TB」（TomBoy）稱呼比較陽剛的女同性戀者；「TBG」（TomBoy Girl）則是指自身女性化及喜愛「TB」的女同性戀者。90年代，開始出現「Pure」一詞, 與台灣「不分」相似，即喜愛女性(不論是TB或TBG)的女同性戀者，不受外表、打扮、性格所限, 2004年，美國描述女同性戀者劇集《The L Word》大受女同性戀者關注，開始有種論調認為「Pure」一詞是指喜歡女性化女性的女性化女同性戀者。於2006年，以探討香港LBGTQ為題的《香港電台》節目「自己人」其中一集亦曾探討「Pure」意思，對「Pure」一詞並無結論, 同年, 香港一本描繪女同性戀小說《床上手記Pure Les》出版, 內容描述的女同性戀者及插圖中, 顯示當中均有長髮、中長髮、中短髮及短髮的女同性戀者 。至於在當時受女同性戀者喜歡的女同性戀者交友網站Blur-f中，供女同志三種角式選擇，包括「TB」、「TBG」及「Pure」。2010年代，Blur-f關閉，一款香港本土的Butterfly App出現，供女同性戀者四種角式選擇，包括「TB」、「TBG」、「Pure」及「No Label」，Butterfly App未有對「No Label」解說，因此可理解為不想透露或不想被標籤，及後因為部分打扮中性女同志不被認同為「Pure」，部分女同志只能在Butterfly App中選擇「No Label」, 但於香港女同性戀者之間, 對於「Pure」一詞的意思仍眾說紛紜。

### 其他稱呼
此外，女同性戀還有其他的稱呼，包括：

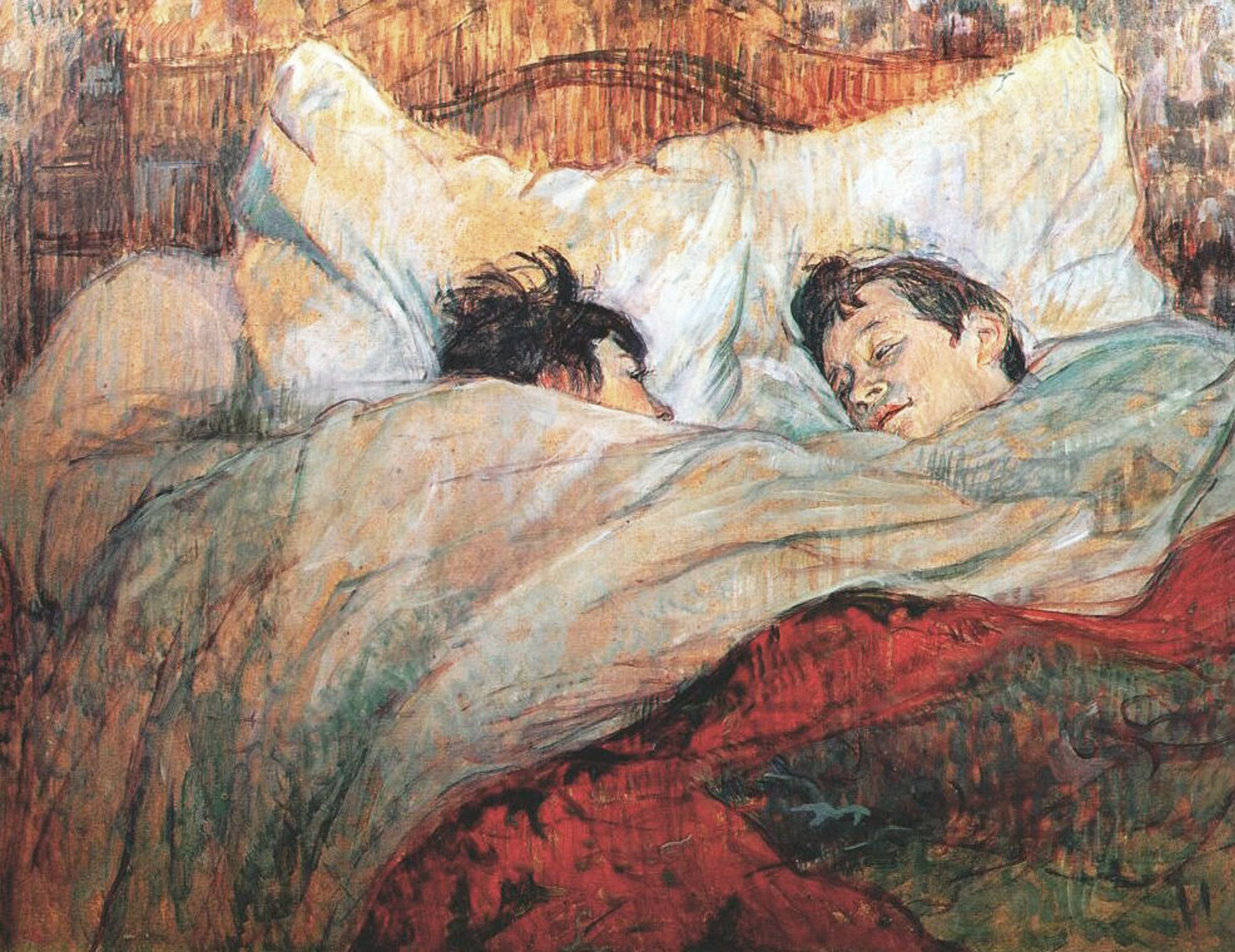
亨利·德·图卢兹-洛特雷克作品《在床上》

- 蕾絲邊：來自英文單詞“Lesbian”（女同性戀者）。這個辭源自希臘一個名為萊斯博斯的島嶼。公元四百年以前，希臘語詩人莎芙在這個島上舉行女詩人同歡會，建立她的學園，莎芙的詩多是敘述兩個女人間的愛情。
- 替：女同志中陽剛打扮的人群之稱，一般口頭上稱為小頂。
- 底：打扮和行為較注重貌美如花的人群之稱底或小底。
- 不分：裝扮、行為、氣質沒有明顯偏向陽剛或陰柔，或因應伴侶特質而改變裝扮、行為、氣質的女同性戀者。
- 歐蕾（Old-Les/O-Le）：老蕾絲邊的簡稱，指年過30的女同性戀者。
- Uncle：年長的T，源自1960年代。
- 歹客（Dyke）：也是指女同性戀者，但通常是指較男性化的女同性戀者，以往是由恐同症或恐女同症的人拿來侮辱女同性戀者的話，現在女同性戀者彼此也會戲謔的用這個字彼此稱呼。
- Spaghetti：一般的意大利麵，在剛買回來乾燥的時候是很硬很直的（跟直男直女一樣直），但是一旦放入水中去煮，溼了就會變彎。用英文解釋即是straight until wet一語雙關，含義為原本堅持喜歡男性的女性，在性欲被挑起後，就不再堅持，對方是女性也無妨了。
- TTL：指代两个較為陽剛的人之間的戀情，全稱：Tomboy and Tomboy's Love。
- PPL：指代两个較為陰柔的人之間的戀情，全稱：Prettygirl and Prettygirl's Love。

## 法律
在某些國家，女女性行为是違法行為。在阿富汗、茅利塔尼亞、伊朗、尼日利亞、巴基斯坦、沙特阿拉伯、蘇丹、阿拉伯聯合酋長國以及也門會被判以死刑。實行有期徒刑的國家有孟加拉國、不丹、圭亚那、馬爾代夫、尼泊爾、烏干達等。
在香港法律從來沒有說女同性戀是違法，沿用香港法律中對未成年少女保障，男性不得與16歲以下女性有性行為，但沒有規範女性發生性行為的年齡。在香港法律中，女同性戀的性接觸並沒有規範，但成年女性對未成年女童或少女作性接觸仍有可能被控非禮罪。

## 媒體關注
2005年，女導演伍思薇導演的电影《面子》，描寫華人世界中女同性戀面臨到的家庭保守壓力，獲得第四十四屆金馬獎觀眾票選最佳電影，同時，劇中飾演女同志的華裔女星楊雅慧，入圍最佳女主角。
2006年7月，香港電台電視節目《鏗鏘集》〈同志·戀人〉探討同性戀作為社會上弱勢社群遇到的壓力及困難。2007年1月，香港廣播事務管理局裁定「報道內容不公、不完整和偏袒同性戀，產生鼓吹接受同性婚姻的效果」，不適宜在合家歡時段播放，故向港台發出「強烈勸喻」。
2006年法国、加拿大合拍电影《植物园》以中国大陆1990年代的一对女同性恋的故事为题材。
2007年，臺灣電影《刺青》探討女同性戀的愛情、親情、友情，獲得中華民國行政院新聞局獎金補助，並獲得該年柏林影展的泰迪熊獎。
2008年，臺灣電影《漂浪青春》這是一齣三段式的電影，既各自獨立，卻又關關貫連。三段故事、五個男/女同志，藉著彼此關係的流轉，演出一條漂浪的「生命之流」。
2008年，臺灣電影《花吃了那女孩》（Candy Rain）四段女同性戀者的小故事，都發生在臺北一座老舊公寓裏；居住在舊公寓裏的四對戀人，不約而同的都收到了一份寄給Candy Rain的匿名包裹。NO.1《如果南國冰封了》，NO.2《看不見攻擊的城市》，NO.3《夢見相反的夢》，NO.4《像花吃了那女孩》。
2010年，香港电影《得閒炒飯》（All About Love）由許鞍華执导的一部有关女同性恋情感生活题材的香港剧情片，吳君如、周慧敏、張兆輝和陳偉霆主演。
2010年，泰國電影《想愛就愛》（อยากรักก็รักเลย；Yes or No），導演為萨拉萨瓦蒂·翁索姆佩奇（Sarasawadee Wongsompetch），由蒂娜·吉塔勒拉（Tina Jittaleela）、李海娜領銜主演。
2014年，臺灣電影《等一個人咖啡》（英語：Café·Waiting·Love），九把刀同名小說改編電影。

## 外部連結
- 中的“Lesbian”
- The National Center for Lesbian Rights（页面存档备份，存于）
- Old Lesbians Organizing for Change (OLOC)（页面存档备份，存于）
- Australia backs lesbian IVF treatment - BBC News Online（页面存档备份，存于）
- Lesbians protest IVF ban plan - BBC News Online（页面存档备份，存于）
- 纽约时报：It's February; Pucker Up, TV Actresses（页面存档备份，存于）